# Unplugged (Modern Family)
Unplugged é o quinto episódio da segunda temporada da série Modern Family. O episódio foi exibido originalmente pela ABC no dia 20 de outubro de 2010 nos EUA.

## Sinopse
Percebendo que todos estão muito ocupados em seus dispositivos eletrônicos para realmente interagirem um com o outro, Claire e Phil declararam um desafio para a família para ver quem consegue ficar desconectado por mais tempo. Enquanto isso, é uma corrida contra o relógio com Mitchell e Cameron freneticamente tentando obter uma boa pré-escola para a Lily, Jay e Manny estão preocupado com o quão longe Gloria irá para resolver o seu problema com o cachorro latindo do vizinho.

## Produção
O episódio fez alusão a uma viagem para a Colômbia que o elenco (especialmente Sofía Vergara) esperava os produtores se anunciassem. O episódio serviria como uma sequência de "Hawaii".

## Críticas
O episódio recebeu críticas em sua maioria positivas. Jason Hughes, da AOL 's TV Squad declarou em sua avaliação "Enquanto 'Modern Family' é consistentemente uma das horas mais engraçadas na televisão, é raramente tão bem equilibrado com este episódio". Michael Slezak da Entertainment Weekly deu ao episódio um comentário positivo. Apesar de sentir que não tem um "centro", ele também se sentiu "é ato de uma Família Moderna entre um equilíbrio, absurdo e relacionáveis, que fez dela uma comédia para todas as idades". TV Guide 's Kara Klenc chamou o episódio como um episódio para "rir em voz alta". Ela também afirmou: "Eu ri alto em muitos momentos deste episódio, não há mal nenhum mostrar que a série pode fazer isso!".
Henry Hanks da CNN deu ao episódio um comentário positivo e também afirmou: "Esta semana, todos as três parcelas eram igualmente fortes, mas eu tenho que admitir, eu estou realmente ansioso para o episódio de Halloween (S02E06) da próxima semana". Alan Sepinwall de HitFix deu ao episódio um comentário negativo e afirmou: "Eu não ri da trama Dunphy" e "Eu odiei, odiei, odiei o enredo Cam/Mitchell", mas também elogiou o enredo Pritchett.

## Reação noPeru
O episódio recebeu uma grande polêmica pela declaração de Gloria "Ah, aqui vamos nós. Porque, na Colômbia, nós desviamos de cabras para matar as pessoas. Você sabe como ofensiva isso é?". Milagros Lizarraga, fundador do grupo online Peru EUA Sul Ca, disse à Associated Press: "É incrível que em um país onde tudo é politicamente correto, o canal ABC vai exibir um comentário deste tipo.".